# Skenderovci (Lipik)
Skenderovci is een plaats in de gemeente Lipik in de Kroatische provincie Požega-Slavonië. De plaats telt 15 inwoners (2001).